# 509th Composite Group

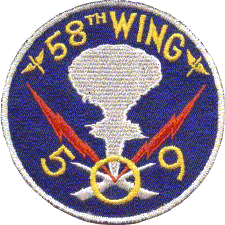
Emblème du 509th Composite Group en 1946, lorsqu'il fait partie de la 58th Air Division.

Le 509th Composite Group est une unité de l'armée de l'air américaine créée pendant la Seconde Guerre mondiale et chargée du déploiement opérationnel des armes nucléaires. Le groupe a mené les bombardements atomiques d'Hiroshima et Nagasaki en août 1945.

## Histoire
Le groupe est créé le 17 décembre 1944 à la Wendover Air Force Base dans l'Utah. Il est commandé par le lieutenant-colonel Paul Tibbets. Le groupe comprend non seulement des escadrilles équipées de bombardiers Boeing B-29 Superfortress (dont Enola Gay, Bockscar, The Great Artiste et Big Stink), mais aussi des avions de transport Douglas C-47 Skytrain et Douglas C-54 Skymaster formant l'officieuse Green Hornet Line, c'est pourquoi le groupe est dénommé composite group (« groupe composite ») plutôt que bomb group (« groupe de bombardement »). Les B-29 utilisés font partie de la série « silverplate », spécialement construite pour permettre le transport des armes nucléaires, avec notamment une soute de largage plus large pour s'adapter à la taille des bombes nucléaires.
Le 509th Composite Group commence son déploiement au North Field de Tinian dans les îles Mariannes du Nord en mai 1945. En plus des deux bombardements nucléaires d'Hiroshima et de Nagasaki, il effectue quinze missions d'entraînement contre des îles aux mains des Japonais et douze missions de combat contre des cibles au Japon.
Dans l'après-guerre, le 509th Composite Group est l'un des dix groupes de bombardement qui ont été affectés au Strategic Air Command le 21 mars 1946, et le seul équipé de bombardiers Boeing B-29 Superfortress « silverplate ». Il prend la dénomination officielle de « groupe de bombardement » le 10 juillet 1946 et est rebaptisé ainsi 509th Operations Group.

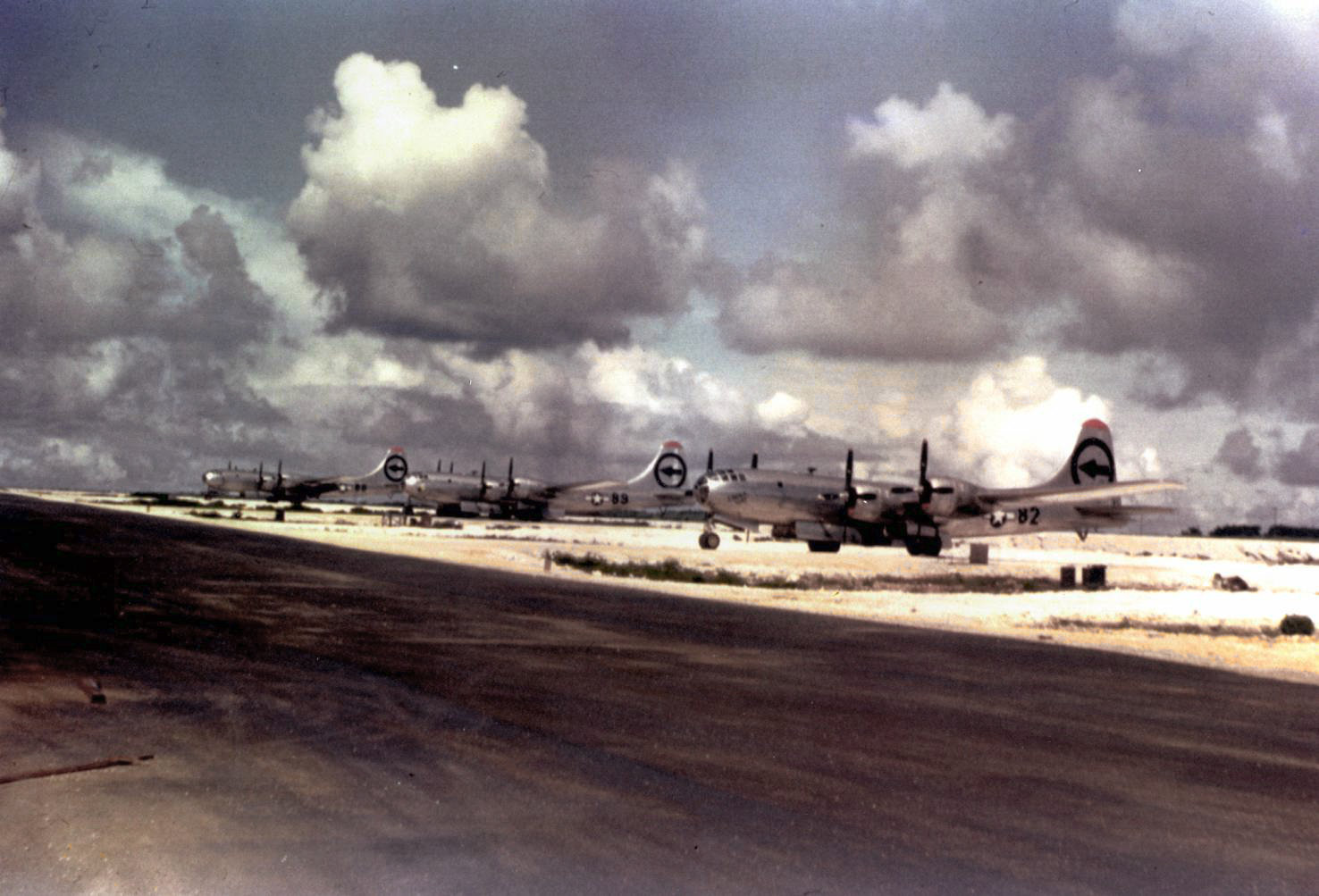
Les avions du 509th Composite Group, juste avant la mission de bombardement d'Hiroshima.
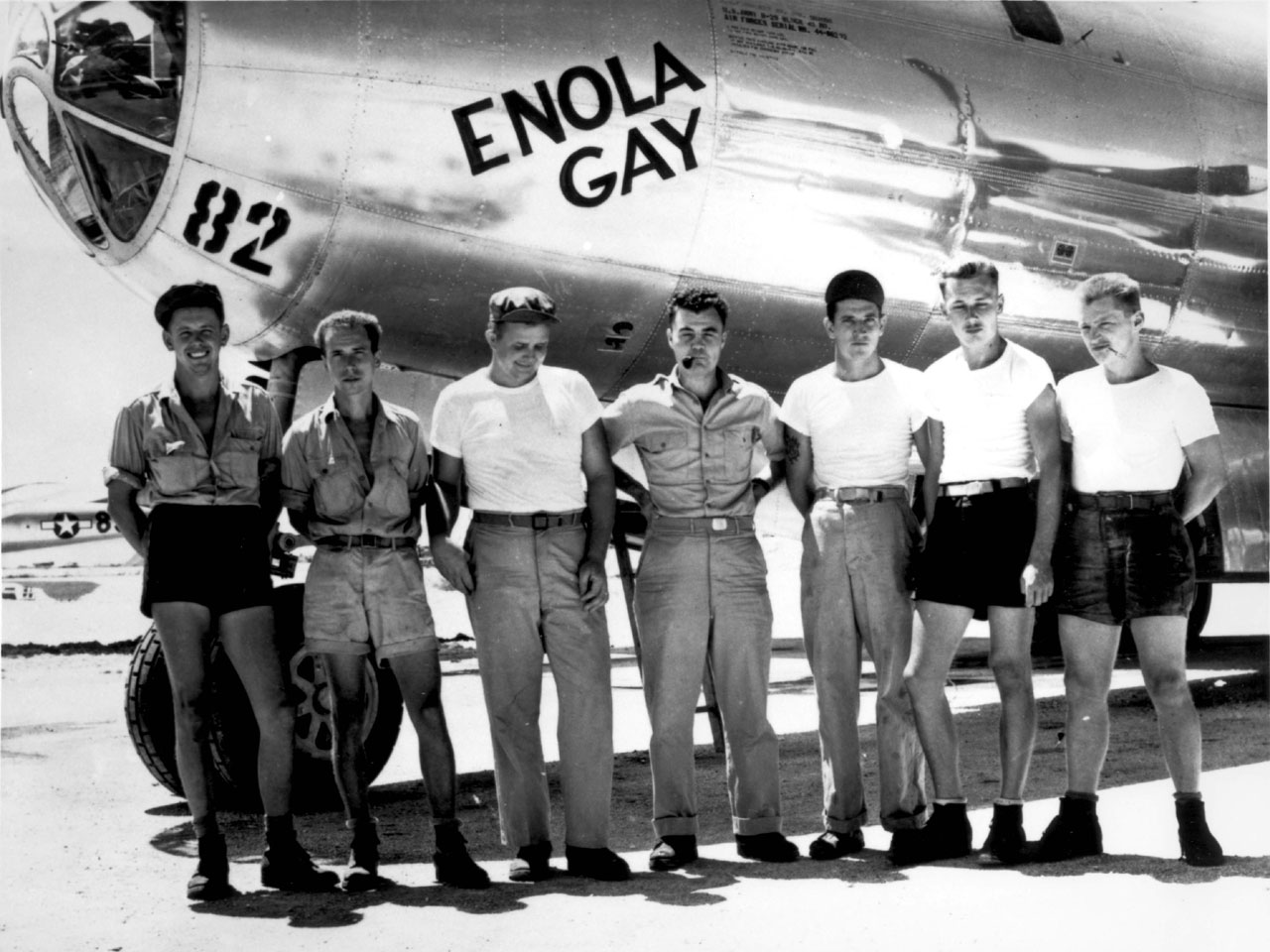
L'avion Enola Gay qui largua la bombe atomique Little Boy sur Hiroshima, avec cinq membres d'équipage et leur commandant Paul Tibbets au centre.